# The Garden (John Foxx)
The Garden è un album di John Foxx, pubblicato nel settembre 1981.
Con questo lavoro l'ex leader degli Ultravox si discosta dal suono elettronico del lavoro precedente avvicinandosi molto di più al suo ultimo album con gli Ultravox Systems of Romance, utilizzando anche lo stesso titolo per una delle canzoni che era stata scritta durante le sessioni per la registrazione della band e poi non più inserita.
John si rifà alla tradizione cattolica della messa in latino e dei canti gregoriani, alla esplorazione della architettura, storia e vita rurale dell'Inghilterra, come una sorta di nostalgia per sistemi di valori che vanno scomparendo.
È qui che Foxx scopre ed evidenzia le sue radici europee. La romantica e struggente "Europe After the Rain", il latino di "Pater Noster", l'elettronica ritmata e dolce di "Dancing Like a Gun" e la bella e appassionata "You Were There" tra i pezzi migliori. Secondo lo stesso Foxx il soggiorno in Italia dopo l'uscita di Metamatic ha influenzato molto il suo modo di vedere sia l'Inghilterra che l'Europa, e quindi anche la registrazione del nuovo album, rendendolo molto più "romantico" rispetto al precedente.

## Tracce
1. Europe After the Rain – 3:57
2. Systems of Romance – 4:02
3. When I Was a Man and You Were a Woman – 3:37
4. Dancing Like a Gun – 4:10
5. Pater Noster – 2:32
6. Night Suit – 4:26
7. You Were There – 3:51
8. Fusion/Fission – 3:48
9. Walk Away – 3:52
10. The Garden – 7:03